# Catenicella castanea
Catenicella castanea är en mossdjursart som beskrevs av Wyville Thomson 1858. Catenicella castanea ingår i släktet Catenicella och familjen Catenicellidae. Inga underarter finns listade i Catalogue of Life.